# Влахи (Словаччина)
Влахи (словац. Vlachy) — село, громада округу Ліптовський Мікулаш, Жилінський край, регіон Ліптов. Кадастрова площа громади — 11,22 км².
Населення 608 осіб (станом на 31 грудня 2018 року).

## Історія
Влахи згадуються 1262 року.

## Географія
Протікає річка Клячанка

## Населення
| Рік:            | 1994. | 2004.   | 2014.   | 2024.    |
| --------------- | ----- | ------- | ------- | -------- |
| Кількість осіб: | 607   | 630     | 584     | 645      |
| Різниця:        |       | +3,78 % | -7,30 % | +10,44 % |

| Рік:            | 2023. | 2024.   |
| --------------- | ----- | ------- |
| Кількість осіб: | 643   | 645     |
| Різниця:        |       | +0,31 % |